# 1939 w Wojsku Polskim
Kalendarium Wojska Polskiego 1939 – wydarzenia w Wojsku Polskim w roku 1939.

## Styczeń
1 stycznia
- Stan liczebny Sił Zbrojnych RP (bez KOP) liczył 256.378 żołnierzy, w tym 17.731 oficerów, 43.626 podoficerów zawodowych i nadterminowych oraz 195.021 szeregowych, z czego:

w lotnictwie – 11.382 żołnierzy (4,4%), z tym 1149 oficerów, 3404 podoficerów i 6829 szeregowych,
w broniach pancernych – 10.102 żołnierzy (3,9%), w tym 461 oficerów, 2444 podoficerów i 7197 szeregowych,
w Marynarce Wojennej – 6721 żołnierzy (2,6%), w tym 537 oficerów, 2331 podoficerów i 3853 marynarzy
więźniowie - 1091 (o,4%), w tym 22 oficerów, 53 podoficerów i 1016 szeregowych.
- Kapitan marynarki Tadeusz Borysiewicz objął dowództwo transportowca ORP „Wilia”.
- W Ostrogu nad Horyniem zmarła Helena Jagodzińska z Białoskórskich (ur. 1880), była komendantka Placówki POW w Humaniu na Ukrainie, były więzień ideowy w latach 1921–1923, odznaczona Krzyżem Niepodległości[2] (12 marca 1931[3]).

4 stycznia
- Komandor podporucznik Władysław Salamon objął dowództwo okrętu podwodnego ORP „Sęp”.

13 stycznia
- W Zakopanem zmarł major saperów Justyn Domejko, odznaczony Złotym Krzyżem Zasługi, Medalem Niepodległości[4], Orderem Św. Anny 3 i 4 stopnia oraz Orderem Św. Stanisława 3 stopnia[5].

## Luty
1 lutego
- Wprowadzono w życie postanowienia rozkazu Ministra Spraw Wojskowych Dep. Dow. Og. 1590-13 P.U. w sprawie oznak stopni podoficerskich i starszych szeregowców (równorzędnych)[6].
- Zostało rozwiązane Dowództwo Dywizji Kawalerii w Warszawie[7].

2 lutego
- W basenie stoczni w Vlissingen odbyło się uroczyste podniesienie polskiej bandery wojennej na okręcie podwodnym ORP Orzeł[8].

## Marzec
gen. bryg. pil. dr Józef Zając na wypadek wojny został wyznaczony na stanowisko Naczelnego Dowódcy Lotnictwa i OPL
13 marca
- pułkownik dyplomowany Józef Jaklicz został II zastępcą szefa Sztabu Głównego
- pułkownik dyplomowany Stanisław Kopański został szefem Oddziału III Sztabu Głównego

19 marca
- Prezydent RP Ignacy Mościcki mianował:

generała dywizji Leona Berbeckiego (1) generałem broni,
generałów brygady Tadeusza Kutrzebę (1) i Władysława Bortnowskiego (2) generałami dywizji,
pułkowników Karola Masnego (1), Józefa Kustronia (2), Aleksandra Szychowskiego (3), Franciszka Altera (4), Mieczysława Maciejowskiego (5), Ottona Krzischa (6), Maksymiliana Milan-Kamskiego (7), Wacława Piekarskiego (8), Wincentego Kowalskiego (9), Mikołaja Bołtucia (10), Zdzisława Przyjałkowskiego (11), Tadeusza Kossakowskiego (12), Jana Jagmin-Sadowskiego (13), Piotra Skuratowicza (14), Stanisława Ujejskiego (15), Teofila Marescha (16) i Władysława Kalkusa (17) generałami brygady,
komandora Xawerego Czernickiego kontradmirałem
23 marca
- gen. bryg. pil. Władysław Kalkus objął obowiązki dowódcy Lotnictwa od gen. bryg. pil. Ludomiła Rayskiego, który złożył rezygnację[9]
- została zarządzona mobilizacja alarmowa jednostek grupy „czerwonej” i „żółtej” oraz częściowo „zielonej” na terenie Okręgu Korpusu Nr IX, a także jednostek grupy „czarnej” na obszarze Okręgu Korpusu Nr IV

28 marca
- Minister Spraw Wojskowych gen. dyw. Tadeusz Kasprzycki wydał zarządzenie o podniesieniu gotowości bojowej w lotnictwie[9]

## Kwiecień
Wyższa Szkoła Pilotażu została przeniesiona z Grudziądza do Ułęża k. Dęblina i podporządkowana Centrum Wyszkolenia Lotniczego nr 1
16 kwietnia
- w porcie wojennym na Oksywiu podniesiono banderę na okręcie podwodnym ORP „Sęp”

## Maj
- W Warszawie odbyły się polsko-brytyjskie rozmowy sztabowe na temat wojny z Niemcami. Stronę brytyjską reprezentował brygadier Emilius Clayton, komandor Bernard Rawlings i pułkownik pilot Alexander Davidson. Stronę polską reprezentował generał brygady Wacław Stachiewicz i pułkownik dyplomowany Józef Jaklicz. Funkcję tłumacza, protokolanta i sekretarza pełnił major dyplomowany Władysław Dziewanowski. W skład polskiej delegacji powoływani byli doraźnie: gen. bryg. Tadeusz Malinowski, gen. bryg. Stanisław Ujejski i płk dypl. Andrzej Marecki oraz inni specjaliści i rzeczoznawcy. Odbyto około dziesięciu posiedzeń, w trakcie których mówiono i pisano po francusku. Major Dziewanowski władając językiem angielskim „nie zdradzał się ze swej umiejętności”[11][12].

- W 1 pułku lotniczym w Warszawie-Okęciu zostało zorganizowane Dowództwo Brygady Pościgowej. Na dowódcę brygady został wyznaczony pułkownik pilot Stefan Pawlikowski[9].
- W Bydgoszczy zorganizowano Wojskowy Ośrodek Spadochronowy, a jego komendantem został mjr obs. Władysław Tuchułka[9]

6 maja

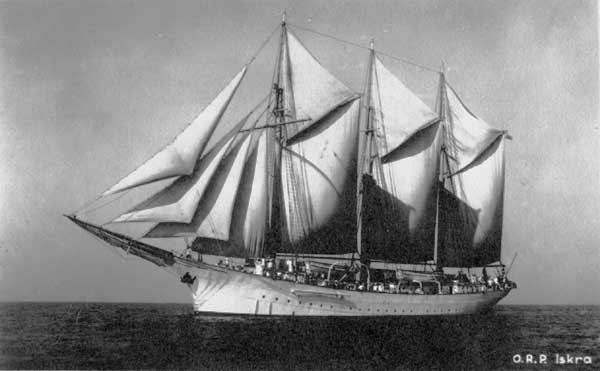
ORP „Iskra”

- ORP „Iskra” rozpoczął dwunasty rejs szkolny.

19 maja
- W wypadku drogowym na ul. Morskiej w Gdyni zginęli: kpt. mar. pil.-obs. Jerzy Zbigniew Strzałkowski (ur. 9 sierpnia 1909), por. mar. Tadeusz Kociuba (ur. 16 marca 1911) i por. mar. pil.-obs. Edward Kwieciński (ur. 30 września 1909)[13][14].

21 maja
- 17 pułk ułanów wielkopolskich w Lesznie otrzymał sztandar[15].

## Czerwiec
Do Wielkiej Brytanii udała się polska misja wojskowa, której przewodził gen. bryg. pil. Ludomił Rayski

## Lipiec
28 lipca
- Sztab Lotniczy przy Sztabie Głównym wydał „Ogólne wytyczne użycia lotnictwa”, które zostało podzielone na „lotnictwo w dyspozycji dowódców armii” i „lotnictwo w dyspozycji Naczelnego Wodza”[16]

## Sierpień
15 sierpnia
- Położono stępkę pod niszczyciel ORP „Huragan”.

18 sierpnia
- Zmarł pułkownik stanu spoczynku Włodzimierz Rogalski, dowborczyk i st. sierż. Aleksander Łabaj, kawaler Virtuti Militari[17].
- W Wyższej Szkole Wojennej odbyła się uroczystość wręczenia dyplomów absolwentom dwuletniego kursu 1937–1939 (XVIII promocja)[18].

19 sierpnia
- II wiceminister spraw wojskowych gen. bryg. Aleksander Litwinowicz wręczył dyplomy absolwentom XIII promocji Wyższej Szkoły Intendentury[19]

23 sierpnia
- Wydano zarządzenie o mobilizacji alarmowej na dzień 24 sierpnia jednostek lotnictwa i OPL[9].

24 sierpnia
- Ogłoszono mobilizację częściową jednostek osłonowych i nadgranicznych.

25–26 sierpnia
- Rzuty kołowe jednostek lotnictwa i OPL zostały transportami kolejowymi przerzucone do rejonów przewidzianych planem mobilizacji[9].

30 sierpnia
- Ogłoszono mobilizację powszechną.
- Rzut powietrzny 111 i 112 eskadry myśliwskiej został przesunięty na lotnisko polowe Zielonka koło wsi Kobylak (gmina Kobyłka).
- Rzut powietrzny 113 i 114 eskadry myśliwskiej został przesunięty na lotnisko polowe Poniatów koło Jabłonny.

31 sierpnia
- Pierwszy dzień mobilizacji powszechnej, rozpoczęto formowanie jednostek I rzutu.
- Prowokacja gliwicka.
- Rzuty powietrzne jednostek bojowych przeleciały na lotniska operacyjne[9].

## Wrzesień
1 września
- Pierwszy dzień kampanii wrześniowej (według strony niemieckiej „kampanii polskiej”) i początek II wojny światowej.
- Szarża 18 pułku ułanów pomorskich pod Krojantami (zob. bitwa pod Krojantami[20])
- początek walk pod Mikołowem[21].
- 20 Dywizja Piechoty broni pozycji mławskiej (zob. bitwa pod Mławą[22]).
- Wołyńska Brygada Kawalerii pod Mokrą zatrzymała niemiecką 4 Dywizję Pancerną (zob. bitwa pod Mokrą[23]).
- Walki Oddziału Wydzielonego „Ignacy” pod Pszczyną (zob. bitwa pszczyńska[24]).
- Walki o Węgierską Górkę[25].
- Zatonął okręt-baza nurków ORP „Nurek”.
- Zatopienie ORP "Mazur" przez niemiecki bombowce nurkujące; zginęło ok. 40 marynarzy.
- ORP "Bałtyk" został trafiony w prawą nadbudówkę rufową, załoga odpierała ataki niemieckich samolotów oraz brała udział w lądowej obronie wybrzeża.
- Zginął kapitan pilot Mieczysław Medwecki – pierwszy polski lotnik poległy w kampanii wrześniowej[9].
- Ppor. pil. Władysław Gnyś ze 121 eskadry myśliwskiej odniósł pierwsze powietrzne zwycięstwo w II wojnie światowej[9].
- 52 samoloty brygady pościgowej pod dowództwem płk pil. Stefana Pawlikowskiego stoczyły na północ od Warszawy pierwszą bitwę powietrzną w II wojnie światowej[9].
- Podpułkownik pilot Leopold Pamuła na samolocie PZL P-11 zestrzelił w walce powietrznej dwa samoloty nieprzyjaciela (He-111 i Ju-87), a po wyczerpaniu amunicji zaatakowany przez kilka samolotów Me-109, zderza się swą maszyną z jednym z nich, po czym wyskakuje na spadochronie; pierwszy „taran powietrzny” w II wojnie światowej[9].

1 – 17 września
- Polskie lotnictwo myśliwskie zestrzeliło w walce z Luftwaffe 150 samolotów, z czego 50 niszczy brygada pościgowa[9].

2 września
- Początek walk pod Mełnem[26].
- Luftwaffe zatopiła okręty-bazy ORP „Gdańsk” i ORP „Gdynia”.

3 września
- zatonął niszczyciel ORP „Wicher”
- ORP "Bałtyk" opuszcza załoga
- II Dywizjon i 55 Eskadra Liniowa z Brygady Bombowej wykonują uderzenia bombowe na niemieckie kolumny pancerne w rejonie Częstochowy i Radomska[9].

4 września
- Walki o Kowalewo, początek walk pod Piotrkowem Trybunalskim[27].

5 września
- Walki o Różan[28].
- W walce powietrznej k. Wyszkowa zginął por. pil. Stefan Okrzeja, dowódca klucza ze 112 eskadry myśliwskiej[9].

6 września
- Walki pod Kajetanowem, początek walk pod Pułtuskiem, Radomiem i Sandomierzem[29].

7 września
- Walki o Kazanów[30].
- Poddała się załoga Westerplatte[31][32].
- Sztab Naczelnego Wodza WP i Sztab Naczelnego Dowódcy Lotnictwa i OPL zostały przeniesione do Brześcia n. Bugiem[9].

8 września
- Początek walk o Iłżę, pod Kolbuszową i Wizną (zob. Obrona Wizny[33].

8–27 września
- W bohaterskiej obronie Warszawy brały udział dwa oddziały spieszone lotników[9].

9 września
- Początek walk nad Bzurą[34][32].
- Walki o Jeżów i Słupię[35].
- Początek walk na linii Sanu[36].
- Armia „Poznań” oraz Armia „Pomorze” wycofując się ku zagrożonej Warszawie atakują armię niemiecką w rejonie Łęczycy i Łodzi[32].
- Podpisanie umowy polsko-francuskiej w sprawie formowania we Francji polskiej dywizji[37][32]

10 września
- Początek walk o Modlin[38].

11 września
- Początek walk pod Kałuszynem[39].

12 września
- Początek walk o Lwów[40].
- Walki o Birczę[41].
- Chrzest bojowy lotniczego spieszonego oddziału szturmowego (5 plutonów) w obronie stolicy[9].

13 września
- Naczelny Wódz marszałek Polski Edward Śmigły-Rydz mianował podporucznikami:

ze starszeństwem z dnia 1 sierpnia 1939 w korpusie piechoty, kawalerii, artylerii, lotnictwa, broni pancernej, saperów i łączności wszystkich podchorążych ostatniego rocznika szkół podchorążych, kształcących kandydatów na oficerów służby stałej (normalna promocja 1939) oraz w korpusie oficerów zdrowia (grupa lekarzy) tych wychowanków 6. rocznika Centrum Wyszkolenia Sanitarnego, którzy do końca sierpnia 1939 uzyskali dyplom lekarza na Wydziale Lekarskim Uniwersytetu Józefa Piłsudskiego w Warszawie (normalna promocja 1939);
ze starszeństwem z dnia 1 września 1939 w korpusie piechoty, kawalerii, artylerii, lotnictwa, broni pancernej, saperów i łączności wszystkich podchorążych przedostatniego rocznika szkół podchorążych, kształcących kandydatów na oficerów służby stałej (normalna promocja 1940) oraz w korpusie oficerów zdrowia (grupa oficerów sanitarnych - podlekarze) podchorążych 5. i 4. rocznika CWSan. (promocja normalna 1940). Nazwiska i kolejność miały być ogłoszone w terminie późniejszym.
14 września
- Początek walk o Brześć[26].
- Samoloty Luftwaffe zatopiły okręt hydrograficzny ORP "Pomorzanin".

15 września
- Początek walk pod Jaworowem[44].

17 września
- Wojska ZSRR przekroczyły polską granicę łamiąc tym samym układ o nieagresji z 1932 (wkroczenie wojsk sowieckich było realizacją tajnego porozumienia Ribbentrop-Mołotow).
- Początek walk w Kampinosie, o Kobryń i pod Tomaszowem[45].
- Naczelny Dowódca Wojska Polskiego wydał rozkaz nakazujący przelot wszystkich samolotów na terytorium Rumunii, dokąd udać się miały także rzuty kołowe wraz z resztą personelu latającego[9].

18 września
- Początek walk pod Krasnymstawem[26].
- Polskie lotnictwo zaprzestało zorganizowanych działań bojowych w wojnie obronnej[9].

20 września
- Początek walk o Grodno[46].

21 września
- ORP "Bałtyk" został przejęty przez Niemców.

24 września
- Początek walk o Rawę Ruską[47].

26 września
- Z lotniska Mokotowskiego w Warszawie pod silnym ogniem niemieckim wystartowały wszystkie zdolne do lotu polskie samoloty pod dowództwem mjr. pil. Eugeniusza Wyrwickiego (9 maszyn) i po starcie szczęśliwie odleciały i przedostały się na Węgry[9].

27 września
- W Paryżu generał dywizji Stanisław Burhardt-Bukacki otrzymał od marszałka Śmigłego-Rydza nominację na dowódcę Armii Polskiej we Francji[48].
- Powołana została Służba Zwycięstwu Polski[49][32].
- Koniec dwunastego rejsu szkolnego ORP "Iskra"; okręt zawinął do portów: Lizbona, Oran, Faleron, Aleksandria, Bizerta, Casablanca (port docelowy z uwagi na wybuch II wojny światowej).

28 września
- Dowództwo nad Wojskiem Polskim we Francji objął generał dywizji Władysław Sikorski.
- Początek walk pod Szackiem[50].
- Generał dywizji Tadeusz Kutrzeba w budynku fabryki Škody podpisał akt kapitulacji Warszawy[37].

30 września
- Prezydent RP powołał generała dywizji Władysława Sikorskiego na urząd Prezesa Rady Ministrów i Ministra Spraw Wojskowych (zob. drugi rząd Władysława Sikorskiego[51])
- Jesienią rozpoczęła się ewakuacja do Francji i Wielkiej Brytanii internowanych w Rumunii i na Węgrzech lotników polskich[9]
- Jesienią powstała na lotnisku Bron w Lyonie Polska Baza Lotnicza na czele której stał płk pil. Stefan Pawlikowski[9].

## Październik
2 października
- Poddał się Hel[52].
- Początek walk pod Kockiem[53].

5 października

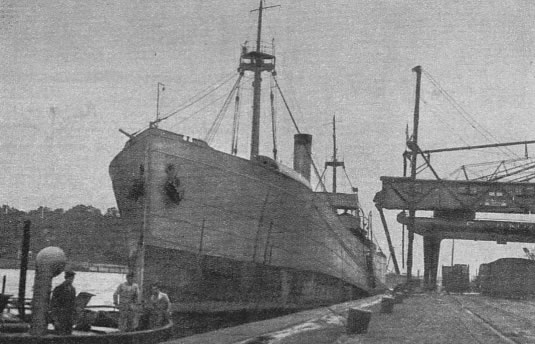
ORP "Wilia"

- Planowany przez SZP zamach na Hitlera nie doszedł do skutku[49].

6 października
- Kapitulacja SGO „Polesie” i zakończenie kampanii wrześniowej.

10 października
- ORP "Iskra" oraz ORP "Wilia" weszły do Port Lyautey, gdzie wyokrętowano podchorążych.

25 października
- Wydano pierwszy rozkaz SZP zawierający statut organizacji[49].
- Przedstawiciele lotnictwa Francji, Wielkiej Brytanii i Polski w Sztabie Francuskich Sił Powietrznych (Armée de'Air) w Paryżu debatowali w sprawie wykorzystania w walce z Niemcami polskiego personelu lotniczego oraz porozumiano się wstępne w sprawie organizacji lotnictwa polskiego we Francji i w Wielkiej Brytanii[9].

## Listopad
- Utworzono w Paryżu polskie Dowództwo Lotnictwa i Obrony Przeciwlotniczej, dowódcą został gen. dyw. pil. Józef Zając[9].

7 listopada
- Prezydent RP Władysław Raczkiewicz mianował generała dywizji Władysława Sikorskiego Naczelnym Wodzem i Generalnym Inspektorem Sił Zbrojnych[9].

10 listopada
- Podniesiono banderę na okręcie-bazie ORP "Gdynia".

13 listopada
- Generał Władysław Sikorski rozwiązał SZP i w jej miejsce powołał konspiracyjny ZWZ[54]
- Nominację na komendanta głównego Związku Walki Zbrojnej otrzymał gen. Kazimierz Sosnkowski ps. "Godziemba"[49].

17 listopada
- Generał Władysław Sikorski skierował na ręce rządu radzieckiego memoriał dotyczący utworzenia armii polskiej w ZSRR[32].

29 listopada
- Komendant główny Związku Walki Zbrojnej wydał rozkaz o organizacji konspiracji na terenie okupacji sowieckiej[49].

## Grudzień
4 grudnia
- Wydano "Instrukcję nr 1 Związku Walki Zbrojnej" dotyczącą tworzenia organizacji na terenie okupacji niemieckiej[49].

8 grudnia
- Do Wielkiej Brytanii przybyła pierwsza grupa polskich lotników, którzy zostali skierowani do Ośrodka Szkoleniowego na lotnisku RAF w Eastchurch[9].

26 grudnia
- Oddział Wydzielony Wojska Polskiego został podporządkowany Służbie Zwycięstwu Polski[49].

26 grudnia
- ORP "Wilk" wyszedł na drugi patrol (dowódca: kapitan marynarki Bogusław Krawczyk; trasa patrolu: od Skagerrak (Cieśniny Duńskie) do północnych wybrzeży Norwegii (powrót 8 stycznia 1940).